# Музика, Рэй
Рэймонд Александр Музика (англ. Raymond Alexander Muzyka; род. Эдмонтон, Альберта, Канада) — канадский инвестор, предприниматель и врач. Экс-директор BioWare, бывший старший вице-президент и генеральный управляющий подразделения ролевых игр Electronic Arts, основатель BioWare совместно с Грегом Зещуком. Изначально получил медицинское образование и после окончания университета практиковал как врач отделения неотложной помощи и семейный врач
19 сентября 2012 года было объявлено о его уходе из студии. Также Bioware покинул и другой его основатель — Грег Зещук. В октябре 2012 года Музика объявил, что приступает к «третьей карьере» — станет ментором и бизнес-ангелом в сферах технологий, новых медиа, медицины и социального предпринимательства в компании ThresholdImpact.
Под руководством Рэя Музики и Грега Зещука были выпущены следующие игры: Shattered Steel, Baldur's Gate, MDK2, MDK2: Armageddon, Neverwinter Nights, Star Wars: Knights of the Old Republic, Jade Empire (Xbox) и Mass Effect.

## Увлечение азартными играми
Рэй Музика регулярно участвует в покерных турнирах во время Мировой Серии Покера (WSOP). В 2006 году он был приглашен на специальный покерный турнир, в котором участвовали звезды шоубизнеса и лидеры компаний, производящих видеоигры. Рэй дошел до финального стола и победил, обыграв в финале Майка Морхейма из Blizzard.
В 2010 году суммарный выигрыш Рэя Музики составил 56 945 долларов США. В 2010 году выиграл турнир «2010 DICE tournament», став единственным победителем, выигравшим турнир дважды.

## Перечень игр BioWare выпущенных под руководством Рэя Музики
- Shattered Steel
- Baldur's Gate (1998)
  - Baldur's Gate: Tales of the Sword Coast (1999)
- MDK2 (2000)
- Baldur's Gate II: Shadows of Amn (2000)
  - Baldur's Gate II: Throne of Bhaal (2001)
- MDK2: Armageddon (2001)
- Neverwinter Nights (2002)
  - Neverwinter Nights: Shadows of Undrentide (2003)
  - Neverwinter Nights: Hordes of the Underdark (2003)
  - Neverwinter Nights: Kingmaker (2005)
- Star Wars: Knights of the Old Republic («KotOR») (2003)
- Jade Empire (2006)
- Mass Effect (Xbox 2007 / PC 2008)
- Sonic Chronicles: The Dark Brotherhood (2008)[5]
- Dragon Age: Origins (PC, Xbox 360, Playstation 3 and Mac, 2009)[6]
- Mass Effect 2 (Xbox 360 and PC)[7]
- Star Wars: The Old Republic (PC)[8]
- Dragon Age 2 (PC, XBox 360, Playstation 3)
- Mass Effect 3 (PC, XBox 360, PlayStation 3)[7]

## Награды и признание
В 2009 году IGN включил его в список 100 лучших создателей игр всех времен вместе с соучредителем BioWare Грегом Зещуком.
На церемонии Game Developers Choice Awards 27 марта 2013 года Музике была вручена «Премия за жизненные достижения».
27 декабря 2018 года Музика был награжден Орденом Канады.